# Vestins
Les Vestins (en latin, Vestini) sont un peuple italique d'Italie centrale, qui occupait la vallée de l'Aterno (it) et la portion de littoral comprise entre l'embouchure du Pescara et le Tronto.

## Étymologie
Leur nom, lié à celui de la déesse romaine du foyer Vesta, doit signifier « ceux qui occupent leur propre territoire ».

## Histoire
Après une guerre contre Rome en 325, les Vestins demandent un traité (fœdus) et demeurent des alliés fidèles, jusqu'à leur révolte finale durant la guerre sociale (90-88 av. J.-C.). À ce titre, on trouve notamment un contingent vestin parmi les auxiliaires des Romains à la bataille de Pydna (168 av. J.-C.). Ils frappent des monnaies de bronze à légende VES.
Les Vestins sont connus par un grand nombre de sites de hauteur fortifiés proto-historiques (Monte di Cerro, Monte Boria, Croce di Picenze, Colle Separa, Serra di Navelli etc.) et par de riches nécropoles avec des tombes à cercles de pierres (Bazzano, Capestrano, Fossa). À l'époque romaine, leurs centres principaux sont Aveia (aujourd'hui Fossa (Italie)), Peltuinum (aujourd'hui Prata d'Ansidonia), Aufinum et Pinna (aujourd'hui Penne).

## Territoire

Situation géographique des Vestins.

- Carte des principaux sites archéologiques du territoire vestin[6],[7] :

| Capestrano Fossa Chieti Collelongo Guardiagrele [[\|h]] L'Aquila Bellante [[\|i]] Rapino |

## Culture

### Langue
Les Vestins parlaient une langue appartenant au groupe osque, parfois considérée comme un dialecte nord-osque, connue par un certain nombre d'inscriptions des IIIe-Ier siècles avant J.-C.